# 퍼트리샤 하이스미스
퍼트리샤 하이스미스(Patricia Highsmith, 1921년 1월 19일 ~ 1995년 2월 4일)는 미국의 작가이다. 텍사스주 포트워스 출신으로 1950년 《열차 안의 낯선 자들》로 단번에 세간의 주목을 받으며 데뷔했다. 이 작품은 앨프리드 히치콕 감독에 의해 동명의 영화로 만들어져 성공을 거두기도 했다. 데뷔작 외에도 알랭 들롱 주연의 동명 영화로도 제작된 바 있는 《태양은 가득히》를 시작으로 하는 《톰 리플리 시리즈》가 유명하다.

## 사망
하이스미스는 스위스 로카르노에서 재생불량성빈혈과 암으로 74세에 사망하였다. 벨린초나의 묘지에 화장되었으며. 스위스 테그나의 가톨릭 교회에서 추도식이 열렸다.

## 작품

### 소설
- 《열차 안의 낯선 자들》 (1950)
- 《소금의 값》 (1952, 클레이 모건 이란 필명으로 출간), 《캐롤》이란 제목으로도 출간되었다.
- 《아내를 죽였습니까》 (1954)
- 《재능 있는 리플리 씨》 (1955) 《태양은 가득히》란 제목으로도 출간되었다.
- 《심연 Deep Water》 (1957)
- 《A Game for the Living》 (1958)
- 《이토록 달콤한 고통 This Sweet Sickness》 (1960)
- 《유리감옥 Glass Cell》 (1964)
- 《올빼미의 울음》 (1962)
- 《The Two Faces of January》 (1964)
- 《A Suspension of Mercy》 (1965)
- 《Plotting and Writing Suspense Fiction》 (1966)
- 《Those Who Walk Away》 (1967)
- 《The Tremor of Forgery》 (1969)
- 《지하의 리플리》 (1970)
- 《A Dog's Ransom》 (1972)
- 《리플리의 게임》 (1974)
- 《완벽주의자》 (1975)
- 《Sour Tales for Sweethearts》 (1975)
- 《Slowly, Slowly in the Wind》 (1979)
- 《이디스의 일기》 (1977)
- 《The animal-lover's book of beastly murder》 (1977)
- 《리플리를 따라간 소년》 (1980)
- 《People Who Knock on the Door》 (1983)
- 《The Mysterious Mr. Ripley》 (1985)
- 《골프코스의 인어들Mermaids on the Golf Course》 (1985)
- 《Found in the Street》 (1986)
- 《Chillers》 (1990)
- 《심연의 리플리》 (1991)
- 《Small g: a Summer Idyll》 (1994)

## 영화 및 드라마화
- 1951년 《열차 안의 낯선 자들》이 앨프리드 히치콕 감독을 통해 동명 영화로 만들어졌다. 히치콕의 영화를 재구성한 미국의 TV 방송용 스릴러 'Once You Meet a Stranger' (1996), Aanand L. Rai, 'Strangers'(2007), Mullapudi Vara의 'Visakha Express(One More Clash)(2008)'도 있다.
- 《재능 있는 리플리 씨》는 1960년 '태양은 가득히 Plein soleil'란 제목으로 영화화되었다. 르네 클레망 감독, 알랭 들롱 출연. 또한 1999년 앤서니 밍겔라 감독의 영화 '리플리'로도 각색되었다. 맷 데이먼, 주드 로 주연.
- 1957년작 《심연 Deep Water》은 1981년 이자벨 위페르가 주연하고 Michel Deville감독이 연출한 'Eaux profondes'로 각색되었으며, 같은 소설을 바탕으로 한 Adrian Lyne감독의 'Deep Water'가 2021년 개봉을 앞두고 있다.
- 2015년 《소금의 값》이 '캐롤'이란 제목으로 영화화되었다. 토드 헤인스 감독, 케이트 블란쳇, 루니 마라 출연.
- 《이토록 달콤한 고통 This Sweet Sickness》(1960)은 Claude Miller의 영화 'Dites-lui que je l'aime (Tell Her I Love Her)'(1977)로 각색되었다.
- 《올빼미의 울음 The City of the Owl》(1962)을 바탕으로 하여 1987년 클로드 샤브롤의 동명 영화가 개봉했다.
- 《유리감옥 Glass Cell》(1964)은 1978년 서독에서 Hans W. Geißendörfer 감독의 '유리감옥 Die Gläserne Zelle'으로 각색되었다.
- 《지하의 리플리》(1970)가 2005년 Roger Spottiswoode 감독에 의해 동명 영화로 각색되었다.
- 《리플리의 게임》(1974)은 1977년 빔 벤더스 Wim Wenders 감독의 영화 'The American Friend'로 각색되었다.

## 수상력
- 1951년 에드거상 신인상 《열차 안의 낯선 자들》
- 1956년 에드거상 작품상 《재능 있는 리플리》
- 1955년 프랑스 탐정소설 그랑프리
- 1964년 영국 추리작가협회상

## 같이 보기
- 루스 렌델